# Philernus
Philernus är ett släkte av skalbaggar. Philernus ingår i familjen vivlar.
Kladogram enligt Catalogue of Life:
| Philernus | \| \| Philernus farinosus \| \| \| \| |
|           | \| \| Philernus farinosus \| \| \| \| |
|           | Philernus farinosus                   |
|           |                                       |